# Цей і той
«Цей і той» («Questo e quello») — італійська еротична комедія у двох новелах 1983 року, знята режисером Серджо Корбуччі, з Ренато Поццетто і Ніно Манфреді у головних ролях.

## Сюжет
Перша новела: життя художника коміксів, який переживає творчу кризу, змінюється після випадкової зустрічі з прекрасною незнайомкою.
Друга новела: шістдесятирічний письменник вирушає на курорти Монтекатіні в пошуках натхнення. Дочка старого друга, 20-річна дівчина, пробуджує його почуття.

## У ролях
- Ренато Поццетто: Джуліо Скаччі / Грегорі, наречений Даніели
- Ніно Манфреді: лікар / Алессандро «Сандро» Чіполліні, відомий як Дадо
- Джанет Агрен: Лючілла / Люсі
- Джанні Агус: Оресте, видавець
- Мікела Міті: Розі, супутниця Джуліо
- Луїджі Марія Бурруано: карабінер
- Дезіре Носбуш: Даніела
- Сільва Кошина: Дора, мати Даніели
- Нанда Примавера: бабуся Даніели
- Франко Скандурра: принц
- Паоло Панеллі: лікар

## Знімальна група
- Режисер: Серджо Корбуччі
- Ідея: Бернардіно Дзаппоні, Ренато Поццетто, Бернардіно Дзаппоні, Ніно Манфреді
- Сценарій: Бернардіно Дзаппоні, Ренато Поццетто, Ніно Манфреді
- Продюсер: Акілле Манцотті
- Оператор: Сандро Д'Єва
- Монтаж: Амедео Сальфа
- Композитори: Гайо Кйокко, Лучано Россі